# Sean Hannity
Sean Hannity (New York, 30 dicembre 1961) è un conduttore radiofonico, conduttore televisivo, autore e commentatore politico conservatore statunitense.
Conduce il talk show radiofonico The Sean Hannity Show, che va in onda negli Stati Uniti su Premiere Radio Networks. Presenta inoltre una rubrica su Fox News, Hannity. Viene ricordato anche come autore di libri, di cui tre finiti nella lista dei "bestselling" del The New York Times "Let Freedom Ring: Winning the War of Liberty over Liberalism", "Deliver Us from Evil: Defeating Terrorism, Despotism, and Liberalism", and "Conservative Victory: Defeating Obama's Radical Agenda".

## Vita personale
Figlio di Hugh J. e Lilian F. Hannity, ha entrambi i nonni immigrati dall'Irlanda. Ha due sorelle, Joanne S. Hannity e Therese (Hannity) Grisham. Cresciuto nella zona di Franklin Square, New York, ha frequentato il Sacred Heart Seminary di Hampstead, New York, le medie al St. Pius X Preparatory Seminary e le scuole superiori di Uniondale.. Hannity, lascia la New York University per poter concentrarsi sulla carriera divulgativa.
Alla fine degli anni ottanta, Hannity faceva il barista a Santa Barbara, California.

## Carriera professionale

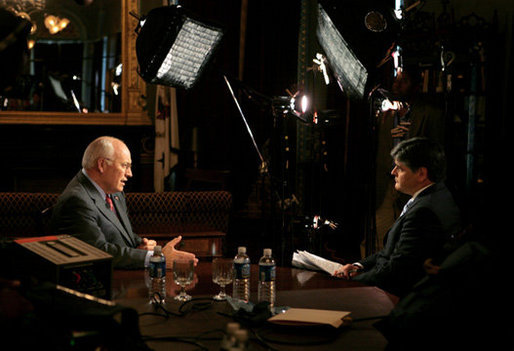
Hannity intervista il vicepresidente Dick Cheney

Hannity ha presentato il suo primo talk show radiofonico nel 1989, come volontario presso l'emittente dell'Università della California, KCSB-FM. Lo show andò in onda per 40 ore di trasmissione totale e, ricordando quest'esperienza giovanile, Hannity si definì "terribile". La rubrica venne cancellata dopo meno di un anno dai gestori del network che trovarono sconvolgenti le affermazioni di Sean a proposito di gay e lesbiche. Infatti, durante la presentazione del libro di Gene Antonio The AIDS Coverup: The Real and Alarming Facts about AIDS, Hannity avrebbe risposto "Mi dispiace per i tuoi bambini" ad una radioascoltatrice lesbica che aveva chiamato in diretta. La stazione rivide la proposta di licenziare Hannity, ma il conduttore decise di non tornare al KCSB
Dopo aver abbandonato la stazione del college, Hannity pubblicò un annuncio via radio presentandosi come "il più famoso presentatore di radio universitarie, in America". La stazione radio MVNN di Athens, Alabama lo convocò e venne ingaggiato per condurre un talk show pomeridiano. Nel 1992 si trasferì per lavoro presso la WGST di Atlanta, Georgia.
Nel settembre del 1996, il cofondatore del canale Fox News, Roger Ailes assunse Hannity, nonostante fosse relativamente sconosciuto, per presentare un programma televisivo che si sarebbe dovuto chiamare Hannity and LBTD. L'assunzione in un secondo momento di Alan Colmes, come co-conduttore, fece debuttare lo show come Hannity & Colmes.
Più tardi, lo stesso anno, Hannity lasciò il posto al WGST per andare a New York, dove la WABC lo voleva come sostituto-conduttore per un talk pomeridiano, durante la settimana di natale. Nel gennaio 1997, WABC affidò ad Hannity la totale messa in onda, assegnando ai suoi show la fascia notturna. Poco dopo, il network lo ripristinò nella fascia pomeridiana, che aveva occupato fino a pochi anni prima.
Hannity intrattenne il pubblico della WABC fino al gennaio 1998.

### Televisione
Hannity è stato co-conduttore di Hannity & Colmes, un programma di approfondimento politico su Fox News, lavorando con Alan Colmes. Mentre Sean spiegava il punto di vista conservatore, il collega Alan ribatteva prendendo le parti del fronte liberale. La critica però contestò il fatto che Hannity e i suoi ospiti conservatori erano messi in risalto, rispetto ai liberali.
Hannity ha avuto numerosi scontri con gli ospiti del programma, come con Padre Thomas J. Euteneuer di Human Life International, che contestò Hannity di mettere troppo in mostra il suo pubblico dissenso contro la posizione della Chiesa cattolica sulla questione della contraccezione. Dopo questo evento, Sean Hannity ha dichiarato che se la Chiesa lo avesse scomunicato, si sarebbe unito alla Thomas Road Baptist Church di Jerry Falwell.
Nel gennaio 2007, Hannity ha inaugurato un nuovo show domenicale su Fox News, Hannity's America.
Nel novembre del 2008, Colmes decise di abbandonare "Hannity & Colmes". Dopo l'ultima puntata (andata in onda il 9 gennaio 2009), Hannity si accaparrò la fascia oraria per condurre un nuovo talk show, Hannity dal format molto simile ad Hannity's America.

### Radio
"The Sean Hannity Show" è un programma radiofonico di struttura filo-conservatrice, nel quale Hannity esprime le sue opinioni e idee politiche.
Lo show va in onda dal 10 settembre 2001 ed è trasmesso sul territorio nazionale da oltre 500 stazioni radiofoniche. Nella primavera 2008 il programma venne seguito da oltre 13 milioni di radioascoltatori ogni settimana. Nel 2004, Hannity ha firmato un contratto quinquennale da 25 milioni di dollari con la ABC Radio per continuare lo show fino al 2009. Il programma è inoltre stato reso disponibile tramite l'American Forces Network nel 2006. Nel giugno 2007, ABC Radio venne venduta alla Citadel Communications. Nel gennaio 2007, Clear Channel Communications ha stipulato un'estensione di contratto triennale con Hannity per la diffusione su altre 80 stazioni.
Lo "Sean Hannity Show" comincia sulle note di Independence Day (Martina McBride), seguita da Eye of the Tiger dei Survivor.

### Libri
Sean Hannity ha pubblicato tre libri. 
I primi due "Let Freedom Ring: Winning the War of Liberty over Liberalism" e "Deliver Us from Evil: Defeating Terrorism, Despotism, and Liberalism", editi da ReganBooks, sono entrati nella lista dei Bestseller redatta dal The New York Times, e il secondo vi rimase per cinque settimane. Hannity ha annunciato di non riuscire a scrivere prolificamente a causa degli impegni sul lavoro, infatti i due libri vennero dettati da Hannity e registrati su audiocassette, mentre guidava per andare alla stazione radio.
Il terzo libro "Conservative Victory: Defeating Obama's Radical Agenda" venne pubblicato da HarperCollins il 30 marzo 2010. Anche questo divenne un New York Times Bestseller.

### Concerti di beneficenza
Dal 2003, Hannity ha presentato "Concerti di beneficenza" di musica Country. Secondo la WHIO AM più di 9 milioni di dollari sono stati raccolti ai concerti a tutto il 2009.
artisti come Charlie Daniels, Billy Ray Cyrus, Hank Williams Jr., Ted Nugent, Montgomery Gentry, Martina McBride, Buddy Jewell, LeAnn Rimes, Lee Greenwood, Michael W. Smith, e Avalon hanno cantato a questi concerti. Tra uno spazio musicale e l'altro vi sono brevi intermezzi politici con interventi di personaggi conservatori come Oliver North, G. Gordon Liddy, Mark Levin, Newt Gingrich, Jon Voight, e Rudy Giuliani.